# Metopidiothrix gallus
Metopidiothrix gallus är en mångfotingart som beskrevs av Shear 2002. Metopidiothrix gallus ingår i släktet Metopidiothrix och familjen Metopidiotrichidae. Inga underarter finns listade i Catalogue of Life.